# Karanja
|  | Per a altres significats, vegeu «Karanja (desambiguació)». |

Karanja, és una península del districte de Raigad o Raigarh, abans districte de Kolaba, a l'actual Maharashtra al sud-est del port de Bombai. Hi ha una població anomenada antigament amb el mateix nom, avui dia es diu Uran.